# Wylęgarnie dziwów
Wylęgarnie dziwów – piąty tom cyklu Teodora Parnickiego Nowa baśń wydany w 1967 roku.

## O powieści
Po powrocie z Polski do Meksyku w lipcu 1966 Parnicki powrócił do pracy nad trzecim tomem Twarzy księżyca, którą pisał równolegle z piątym tomem Nowej baśni. Powieść ukazała się staraniem PIW-u w następnym roku w nakładzie 5.000 egzemplarzy.

## Część II – Dysputa
Powieść dzieli się na dwie części: pierwszą zajmuje Księga nowa o misce soczewicy, czyli «Baśń nad baśniami», drugą – dysputa dotycząca autorstwa tej Księgi. Czas zdarzeń, o którym mówią postaci z części drugiej odpowiada mniej więcej życiu Zagłoby, jako bohatera powieści I u możnych dziwny, czyli pierwszej połowie XVII wieku, co w pewnym miejscu potwierdza odsyłacz do tekstu. Część druga powieści kontynuuje też historię losów Atanazego Diaza i Jakuba Typotiusa, bohaterów Glinianych dzbanów, po ich wyjściu z więzienia szwedzkiego. Przede wszystkim jednak dysputa jest autotematycznym komentarzem do Baśni nad baśniami i do poprzednich tomów cyklu.

## Część I – «Baśń nad baśniami»
Biblijna aluzja w tytule zajmującej pierwszą część powieści Księgi nowej o misce soczewicy odnosi się do postępowania prymasa Polski, Bogumiła Boski, który za przysłowiową miskę soczewicy sprzedał swoje pierworództwo – przynależność do Kościoła Piotrowego i przeszedł na herezję józefińską, która opanowała świat. Samotny papież przebywa na wygnaniu w Jerozolimie. Akcja księgi toczy się w alternatywnym XX wieku, będącym wizją siedemnastowiecznego autora. Księga jest stylizowania na Utopię Morusa i Nową Atlantydę Bacona, jest jednocześnie bliska dwudziestowiecznym dystopiom, takim jak Nowy wspaniały świat Huxleya.
Alternatywny bieg dziejów w Baśni nad baśniami rozpoczął się Wielkim Przełomem – ogólnoświatową rewolucją, przygotowywaną latami przez naukowców – fizyków i mechaników, na wyspie Bersalem. Dokonali oni wynalazków umożliwiających latanie i pływanie w głębi mórz. Powietrzna i podwodna armia podbiła Europę, rozległe przestrzenie Azji i obie Ameryki. Ustanowiono Nowy Ład polegający na ubezwłasnościowieniu powszechnym. Zniknęło pojęcie ojczyzny. Wśród ludów potężnych nadpaństw zatarły się różnice narodowościowe. Ścisłe przepisy określiły przynależność każdego pracownika do odpowiedniego stanu i szczebla hierarchii służbowej. Ustalono rejestr obowiązków i uprawnień. Każdy przywilej został szczegółowo opisany w ustawach nadpaństw i poddany ustawodawstwu międzyzwiązkowemu. Przeszczepianie narządów umożliwia nieskończone życie, ale z obawy przed przeludnieniem wydano ustawę nakazującą rozebranie się z powłoki cielesnej w wieku dwustu lat. Urzędy myśloznawcze badają najtajniejsze zakamarki świadomości. Uporządkowano też zagadnienia religijne. Wschodnia półkula pozostała przy chrześcijańskiej tradycji spożywania krwi Pańskiej pod postacią wina. Natomiast bogowie Zachodu wymagają posilania się krwią ludzką. Aby jednak uniknąć barbarzyńskiego obyczaju składania ofiar na szczytach świątynnych piramid, krew dostarcza się w ampułkach, a pobiera się ją w szpitalach świata Wschodu.
W trzysta lat po Wielkim Przełomie naukowcy nadal mają problemy z poruszaniem się w czasie, a nawet boją się go jako zuchwałego naruszenia prerogatyw samego Boga. Licencjat Persewal Parznicki i doktor Krzysztof Boski skonstruowali wprawdzie przyrząd trzysta trzydzieści osiem. Umożliwiał on jednak tylko wędrówkę słuchem i głosem. Obaj twórcy pragnęli przenieść się w noc śmierci arcybiskupa Aarona w Sandomierzu przed dziewięcioma wiekami. Wskutek pomyłki znaleźli się jednak w przyszłości i dowiedzieli się co ich czeka. Ich prometejskie zuchwalstwo zostało ukarane: Krzysztof Boski zniszczył przyrząd, zabił swego kolegę i porzucił fizykę i mechanikę dla teologii. Z czasem został biskupem i kardynałem.

## Kształt artystyczny
Powieść, tak jak i poprzednie części cyklu jest zbiorem rozmów, pism i listów. Wątki fabularne czytelnik poznaje jako fragmenty rozmów i relacji z przewodu sądowego, ograniczone czasami do kilkuzdaniowych strzępów. W procesie, toczącym się w roku tysięcznym od chrztu Polski, a więc w roku 1966, Bors Boski, syn Krzysztofa, doktora fizyki i kardynała, jest oskarżony o usiłowanie ojcobójstwa. Obrona stara się wykazać, że to ojciec usiłował zamordować syna.
Parnicki nawiązuje w swojej wizji do klasycznych autorów fantastyki naukowej Verne’a i Wellsa. Jego wizja odwołuje się też do twórczości Chestertona, o którym pisał w latach młodzieńczych, że jest jedynym gwarantem ocalenia klasycznych wartości kultury europejskiej: indywidualizmu i humanizmu, śmiertelnie zagrożonych «w epoce dyktatur i totalizmów». Fantastyczna wędrówka w czasie będzie tematem również innych powieści Parnickiego. W szóstym tomie Nowej baśni jej bohaterowie będą jeździć motocyklem czasoprzestrzennym, w Tożsamości czasoprzestrzennym pociągiem i Nautiliusem z 20.000 mil podmorskiej żeglugi wyposażonym w aparat futurologiczny, w Muzie dalekich podróży ktoś kupuje wellsowski wehikuł czasu. Parnicki wyposaża swoje powieści w typowe rekwizyty techniczne. Informacje o nich są dość dokładne. Wszystko zostaje odmienione: porządek polityczny i społeczny, medycyna, technika, biologia. Cała rekwizytornia techniczna traktowana jest z wielkim namaszczeniem, mogącym znaleźć wytłumaczenie w stylizacji Księgi na utopię XVII-wiecznego autora. Przede wszystkim jednak swoistą anachroniczność wystroju tłumaczy fakt służebnego charakteru poetyki science-fiction u Parnickiego. To co istotne nie tkwi bowiem w szczegółach obrazu świata, ale w ukrytym założeniu, że proces historyczny, okazuje się efektem spisku uczonych.